# Aedes formosensis
Aedes formosensis är en tvåvingeart som beskrevs av Yamada 1921. Aedes formosensis ingår i släktet Aedes och familjen stickmyggor. Inga underarter finns listade i Catalogue of Life.